# جایزه بزرگ موناکو ۱۹۵۵
جایزه بزرگ موناکو ۱۹۵۵ (انگلیسی: ‎1955 Monaco Grand Prix‎) یک مسابقهٔ موتوری در رشتهٔ اتومبیل‌رانی فرمول یک بود که در تاریخ ۲۲ مهٔ ۱۹۵۵ در پیست موناکو واقع در مونت‌کارلو، موناکو برگزار شد. این گراند پری در میان ۷ گراند پری در فصل ۱۹۵۵، مسابقهٔ شمارهٔ ۲ بود.
در این مسابقه که در ۱۰۰ دور و به مسافت ۳۱۴٫۵ کیلومتر (۱۹۵٫۴۲۱ مایل) برگزار شد، پول پوزیشن توسط خوان مانوئل فانخیو کسب شد و سریع‌ترین زمان برای طی یک دور پیست که برابر با ۱:۴۲٫۴ بود نیز توسط خوان مانوئل فانخیو به ثبت رسید.
ماریس ترینتیگنانت از تیم فراری، یوجینیو کستلوتی از تیم لانچیا و ژان بهرا و چیزاره پردیزا (به‌طور مشترک) از تیم مازراتی به‌ترتیب مقام‌های اول تا سوم مسابقه را کسب کردند.

## رده‌بندی قهرمانی پس از مسابقه
| رده‌بندی قهرمانی رانندگان \| \| جایگاه \| راننده \| امتیاز \| \| -------- \| ------ \| ------------------- \| ------ \| \| ۱ \| ۱ \| ماریس ترینتیگنانت \| ۱۱۱⁄۳ \| \| ۱ \| ۲ \| خوان مانوئل فانخیو \| ۱۰ \| \| ۱ \| ۳ \| نینو فارینا \| ۶۱⁄۳ \| \| ۱۰ \| ۴ \| یوجینیو کستلوتی \| ۶ \| \| ۱ \| ۵ \| خوزه فریلان گونزالز \| ۲ \| \| منبع:[۱] \| \| \| \| |        |                     |        |
| | جایگاه | راننده              | امتیاز |
| ۱ | ۱      | ماریس ترینتیگنانت   | ۱۱۱⁄۳  |
| ۱ | ۲      | خوان مانوئل فانخیو  | ۱۰     |
| ۱ | ۳      | نینو فارینا         | ۶۱⁄۳   |
| ۱۰ | ۴      | یوجینیو کستلوتی     | ۶      |
| ۱ | ۵      | خوزه فریلان گونزالز | ۲      |
| منبع: |        |                     |        |

یادداشت
- تنها پنج جایگاه نخست از هر رده‌بندی نمایش داده شده‌است.